# The Jam
The Jam是一支來自英格蘭薩里郡的搖滾朋克風格樂隊。The Jam在1972年組成，成員包括被認為最出色的主音及吉他手Paul Weller, 貝斯手Bruce Foxton, 鼓手Rick Buckler及樂隊成立早期時已離隊的吉他手Steve Brookes。
在樂隊組成的十年之後，由Paul Weller在1982年宣佈The Jam正式解散。
The Jam在英格蘭70年代被認為是Mod摩斯族文化的像徵，更是Mod Revival的精神領袖，可見The Jam當時在英國樂壇擁有相當的地位。每一位隊員於演出時都經常穿上Mod文化時期十分流行，剪裁時尚的西裝, Paul Weller後來更被尊稱為Mod之父（Modfather），以表示其在The Jam時期為復興Mod（Mod Revival）所作出貢獻。樂隊當時於英格蘭本土的影響力不遜於同樣帶有Mod風格的The Who樂隊，可是在其他國家的社會上，就遠遠地比不上後者的成就。
The Jam在活躍的十年間推出了多首歌曲，包括出自Paul Weller手筆，充滿諷刺政治味道的The Eton Rifles及Going Underground,以及In The City, News Of The World，All Around The World, The Modern World和Art School等等。
The Jam的主要專輯作品包括：
- In the City（1977）
- This Is the Modern World（1977）
- All Mod Cons（1978）
- Setting Sons（1979）
- Sound Affects（1980）
- The Gift（1982）